# 1525

## أحداث
- 1 أبريل: تأسيس مدينة سان سلفادور وتقع حاليا في السلفادور.
- استيلاء السعديون على مدينة مراكش
- 24 فبراير - معركة بافيا: القوات الإسبانية بقيادة تشارلز دي لانوي وماركيز دي بيسكارا تهزم الجيش الفرنسي وتقبض على الملك فرانسوا الأول.

## مواليد
- بيتر برويغيل البكر

## وفيات
- جاكوب فوغر
- هنريكوس الكاتب